# Zenzeli
Zenzeli (en russe : Зензели) est un village de l'oblast d'Astrakhan.
La  gare a été détruite pendant la Seconde Guerre mondiale, lors de combats avec la Wehrmacht. L'aérodrome qui avait accueilli l'Antonov An-124 lors d'une de ses sorties de démonstration de longue distance semble fermé.